# Сен-Жан-де-Лон (кантон)
Сен-Жан-де-Лон (фр. Saint-Jean-de-Losne) — кантон во Франции, находится в регионе Бургундия. Департамент кантона — Кот-д’Ор. Входит в состав округа Бон. Население кантона на 2006 год составляло 11 003 человека.
Код INSEE кантона — 2129. Всего в кантон Сен-Жан-де-Лон входят 17 коммун, из них главной коммуной является Сен-Жан-де-Лон.

## Коммуны кантона
- Обиньи-ан-Плен — население 338 чел.
- Бразе-ан-Плен — население 2553 чел.
- Шарре-сюр-Сон — население 310 чел.
- Эшнон — население 675 чел.
- Эсбар — население 733 чел.
- Франксо — население 400 чел.
- Лаперьер-сюр-Сон — население 387 чел.
- Лон — население 1454 чел.
- Маньи-лез-Обиньи — население 201 чел.
- Монаньи-ле-Сёр — население 103 чел.
- Монто — население 201 чел.
- Сен-Жан-де-Лон — население 1208 чел.
- Сен-Сен-ан-Баш — население 267 чел.
- Сен-Симфорьен-сюр-Сон — население 340 чел.
- Сент-Юзаж — население 1068 чел.
- Самере — население 132 чел.
- Труан — население 633 чел.